# Evin Ahmad
Evin Ahmad (født 8. juni 1990 i Stockholm) er en kurdisk-svensk skuespiller, der mest er kendt for sine hovedroller i tv-serien Snabba Cash og i filmen Dröm vidare. Hun filmdebuterede som 16-årig i Ett öga rött fra 2007.

## Biografi
Ahmads forældre er kurdere. Hendes far er skuespiller fra As Sulaymaniyah-provinsen i Irak og hendes mor kommer fra Efrin i Syrien. Ahmad voksede op i Akalla i Stockholm, hvor hun boede i 22 år.
Evin Ahmad er uddannet skuespiller fra Stockholms dramatiska högskola, og hendes afgangsrolle var Bangaren, som senere blev opført på Unga Klara, Uppsala stadsteater og Stora Teatern i Göteborg. Bangaren finder sted i parken Nystad nord for Stockholm.
Hun har medvirket i Beck – Sygehusmordene samt i komedieserien 112 Aina på svensk TV6. Hun har ligeledes medvirket i serien Blå ögon, instrueret af Henrik Georgsson og Fredrik Edfeldt. Desuden har Ahmad haft roller i tv-produktioner som Kommissær Winter, Akalla og "Lilla Al-Fadji-Show" samt i kortfilm som Mazda, Betongbarnet, Bebådelse og Till slut. Hun medvirkede i Kjell Sundvalls komediefilm I nöd eller lust (2015) og i teaterstykket X instrueret af Farnaz Arbabi på Unga Klara i Stockholm. Stykket er en forestilling om at leve i Sverige med afsæt i landets kolonialistiske fortid.
Evin Ahmad har siden 2015 været ansat på Folkteatern i Göteborg, hvor hun blandt andet har spillet Hamlet, og i 2017 havde hun en af rollerne i Helena Bergströms film Vilken jävla cirkus. Samme år medvirkede hun som "Mirja" i filmen Dröm vidare, og for denne indsats nomineredes hun til en Guldbagge i kategorien "Bedste kvindelige hovedrolle" ved Guldbagge-gallafesten i 2018. Ved gallafesten 2020 blev Ahmad endnu engang nomineret, denne gang i kategorien "Bedste kvindelige birolle" for sin medvirken i komediefilmen Ring mamma!. Hun fik hoveddrollen som "Leya" i Netflix-serien Snabba Cash (2021), der handlingsmæssigt finder sted ti år efter hændelserne i filmene af samme navn.
Ahmad udgav sin første roman i 2017, med titlen En dag ska jag bygga ett slott av pengar.

## Filmografi (udvalg)
- TBA - Palomino (tv-serie) – medvirkende
- 2021 - Snabba Cash (tv-serie) – Leya
- 2021 - Max Anger – With One Eye open (tv-serie) – Pashie Kovalenka / Pashie Kovalenko
- 2020 - Tsunami (tv-serie) – Sara
- 2019-2020 - The Rain (tv-serie) – Kira
- 2019 – Ring mamma! – Maggie
- 2019 - Quicksand (tv-serie) – Evin Orak
- 2018 - Girls of The Sun – Berivan
- 2017-2020 - Familien Löwander (tv-serie) – Carmen
- 2017 - Vilken jävla cirkus - Agnes
- 2017 - Ingen så fin som du – Lorin
- 2017 - Dröm vidare – Mirja
- 2016 - Inkräktare (kortfilm) – Sara
- 2015 - Beck (tv-serie) – Sara
- 2015 - I nöd eller lust – Peace
- 2015 - Mazda (kortfilm) – Sara
- 2014-2015 - Blå ögon (tv-serie) – Jasmine
- 2013-2015 - 112 Aina (tv-serie) – Athena Rasti
- 2011 - Betongbarnet (kortfilm) – Saima
- 2010 - Septembervind (kortfilm) – kvinde
- 2010 - Kommissær Winter (tv-serie) – Nasrin
- 2010 - Res dej inte! (kortfilm) – Sabina
- 2009 - Bebådelse (kortfilm) – Maryam
- 2007 - Till slut (kortfilm) – Magda
- 2007 - Ett öga rött - Yasmine